# Parabahita falcata
Parabahita falcata är en insektsart som beskrevs av Rauno E. Linnavuori och Heller 1961. Parabahita falcata ingår i släktet Parabahita och familjen dvärgstritar. Inga underarter finns listade i Catalogue of Life.